# Leptanillini
Leptanillini zijn een geslachtengroep in de onderfamilie Leptanillinae van de mieren (Formicidae).

## Geslachten
- Leptanilla
- Phaulomyrma
- Yavnella